# Caso de espionaje Rumrich
El caso de espionaje Rumrich se refiere a un caso en el que dieciocho personas en los Estados Unidos fueron acusadas de espiar para la Alemania nazi en 1938. El caso resultó en las condenas penales de Johanna Hoffman, una peluquera del transatlántico SS Europa, Enrich Glaser, un soldado con base en Mitchel Field, y Otto Voss, un mecánico de aviones. El caso lleva el nombre de Guenther Gustave Maria Rumrich, un sargento del Ejército de los Estados Unidos convertido en desertor que se declaró culpable de espionaje y accedió a testificar en nombre del gobierno de los Estados Unidos. Rumrich fue arrestado el 14 de febrero de 1938, luego de hacerse pasar por el Secretario de Estado Cordell Hull e intentar obtener 35 pasaportes estadounidenses en blanco para entregarlos al gobierno alemán. Los cuatro individuos cumplieron condena en la cárcel, con sentencias que oscilaron entre dos y seis años. El caso fue el primer caso importante de espionaje internacional para el FBI.

## Antecedentes, espionaje y arrestos
Guenther Gustave Maria Rumrich fue un sargento del ejército de los Estados Unidos convertido en desertor que se declaró culpable de espionaje y accedió a testificar en nombre del gobierno de los Estados Unidos. Johanna Hoffman era peluquera en el transatlántico SS Europa. Enrich Glaser era un soldado con base en Mitchel Field en Long Island, Nueva York, y Otto Voss era mecánico de aviones.
Rumrich dijo que Hoffman sirvió como intermediario en el Europa para transmitir mensajes entre su persona de contacto en Alemania, Karl Schlueter, y él mismo y los otros espías en Estados Unidos. Antes de su captura, bajo el nombre en clave «Crown», Rumrich envió cartas a Jessie Jordan, ella misma una espía de la Abwehr, en las que mencionaba un plan para que los agentes del servicio secreto alemán dominaran físicamente a un coronel del ejército estadounidense en el Hotel McAlpin en Manhattan. Nueva York. El coronel llevaría planes de defensa de la Costa Este para los Estados Unidos en la situación, y los agentes tomarían los planes. Posteriormente, los agentes dejarían pistas que indicaban que los comunistas estaban detrás de la operación. El reclutador alemán de la red de espionaje nazi Ignatz Theodor Griebl fue descrito por el historiador Rhodri Jeffreys-Jones como el verdadero «autor intelectual» detrás de la red de espionaje, y Rumrich se describe como una «pieza menor». Griebl fue arrestado pero puesto en libertad bajo fianza y escapó a Europa antes del juicio.
Rumrich proporcionó a Alemania información sobre las operaciones del Cuerpo de Artillería Costera en la Zona del Canal de Panamá. Rumrich fue arrestado el 14 de febrero de 1938, luego de hacerse pasar por el Secretario de Estado Cordell Hull e intentar obtener 35 pasaportes estadounidenses en blanco para entregarlos al gobierno alemán.

## Juicio
El juicio se llevó a cabo en el Tribunal Federal de Manhattan a cargo del juez John C. Knox. La selección del jurado comenzó el 14 de octubre de 1938, el mismo día en que Rumrich se declaró culpable. Lamar Hardy procesó el caso.
En la corte, Rumrich dijo que una persona de contacto en Alemania le dio instrucciones para determinar cuántos soldados estadounidenses estaban estacionados en la costa este del país, y específicamente alrededor del área de la ciudad de Nueva York. Rumrich testificó que dejó de estar en contacto con la Alemania nazi durante un período de unos seis meses, después de lo cual les solicitó apoyo financiero. El cuarto día durante su testimonio, Rumrich dijo que Glaser obtuvo dos páginas de un manual que explicaba cómo comunicarse con los aviones estadounidenses mientras volaba y le entregó las dos páginas; Rumrich, a su vez, se los dio a Schlueter.

## Secuelas
Hoffman fue sentenciado a cuatro años, Glaser a dos y Voss a seis. Rumrich sirvió dos años en la ciudad de Nueva York. En The FBI : A Comprehensive Reference Guide, Tony Poveda, Susan Rosenfeld y Richard Powers citan el caso como «el primer gran caso de espionaje anterior a la guerra», y el FBI lo cita como su primer gran caso de espionaje internacional. La inteligencia fue recopilada por el detective del FBI Leon G. Turrou, quien escribió artículos sobre sus experiencias como detective. Estos artículos se convirtieron en el libro Nazi Spies in America, a su vez, se convirtió en la película Confessions of a Nazi Spy. Según Jeffreys-Jones, el caso destacó al presidente Franklin D. Roosevelt la necesidad de una «disposición de contraespionaje más fuerte» en Estados Unidos y destacó un «problema de seguridad nacional inmediato».